# Référendum liechtensteinois de 1977
 (août 2025).
Un référendum a lieu au Liechtenstein le 2 octobre 1977. 

## Contenu
Le référendum porte sur la construction d'un centre chirurgical.

## Contexte
Il s'agit d'un référendum facultatif d'origine populaire : dans le cadre de l'article 66 de la constitution, le budget de 2,9 millions de Franc suisse alloué par le Landtag le 14 mai 1977 fait l'objet d'une demande de mise à la votation par un minimum de 600 inscrits soutenus par un comité de rassemblement de signatures.

## Résultat
| Choix                           | Votes | %     |
| ------------------------------- | ----- | ----- |
| Pour                            | 1 867 | 54,42 |
| Contre                          | 1 564 | 45,58 |
| Votes blancs et invalides       | 122   | –     |
| Total                           | 3 553 | 100   |
| Inscrits/Participation          | 4 833 | 73,52 |
| Source: Démocratie Directe (de) |       |       |